# Leptaulax koreanus
Leptaulax koreanus is een keversoort uit de familie Passalidae. De wetenschappelijke naam van de soort is voor het eerst geldig gepubliceerd in 1993 door Nomura, Kon, Johki & Lee.